# Dactyloctenium
Dactyloctenium é um género botânico pertencente à família Poaceae, subfamília Chloridoideae, tribo Eragrostideae.
O gênero apresenta aproximadamente 30 espécies. Ocorrem na Europa, África, Ásia, Australásia, Pacífico, América do Norte e América do Sul.

## Espécies
- Dactyloctenium aristatum
- Dactyloctenium aegyptium
- Dactyloctenium australe
- Dactyloctenium buchananensis
- Dactyloctenium capitatum
- Dactyloctenium ctenoides
- Dactyloctenium germinatum
- Dactyloctenium giganteum
- Dactyloctenium hackelii
- Dactyloctenium pilosum
- Dactyloctenium radulans
- Dactyloctenium robecchii
- Dactyloctenium scindicum

Anteriormente incluído
Veja Acrachne, Eragrostis e Harpochloa
- Dactyloctenium falcatum – Harpochloa falx
- Dactyloctenium henrardianum – Acrachne henrardiana
- Dactyloctenium nitidum – Eragrostis nitida
- Dactyloctenium perrieri – Acrachne perrieri
- Dactyloctenium verticillatum – Acrachne racemosa